# Корнієцький Іван Платонович
Іван Платонович Корнієцький (1900, село Шаврове або Шахове, тепер Краматорського району Донецької області — ?) — український радянський діяч, голова Куйбишевського та Петровського райвиконкомів міста Сталіно (Донецька).

## Життєпис
Народився в бідній селянській родині. Трудову діяльність розпочав ролічником, а потім саночником на шахтах Донбасу.
У 1919—1922 роках — у Червоній армії, учасник громадянської війни в Росії.
З 1922 року працював вибійником на шахтах Донбасу, був ударником праці.
Член ВКП(б) з 1924 року.
У 1928 році висунутий на керівну партійну роботу на Донбасі. Потім працював начальником шахти.
У 1936 році закінчив чотири курси Сталінського гірничого інституту.
До 1941 року працював на керівній роботі.
У 1941—1943 роках — секретар підпільного районного комітету КП(б)У Сталінської області; секретар підпільного районного комітету КП(б)У Запорізької області.
У 1943—1944 роках — голова виконавчого комітету Куйбишевської районної ради депутатів трудящих міста Сталіно; голова виконавчого комітету Петровської районної ради депутатів трудящих міста Сталіно.
У 1944—1946 роках — заступник голови виконавчого комітету Бориславської міської ради депутатів трудящих Дрогобицької області; заступник керуючого тресту «Укрозокерит»; директор Бориславського рудоуправління тресту «Укрозокерит».
6 квітня 1946 — 12 квітня 1952 року — заступник голови виконавчого комітету Дрогобицької обласної ради депутатів трудящих. Звільнений із посади «у зв'язку з переходом на іншу роботу».
Подальша доля невідома.

## Нагороди
- медаль «За доблесну працю у Великій Вітчизняній війні 1941—1945 рр.» (1945)
- медалі